# Maria van Schotland
Maria van Schotland (1082 — 1116) was de jongste dochter van koning Malcolm III van Schotland en diens tweede echtgenote Margaretha van Schotland. 
Maria was de jongste van acht kinderen. Haar broers waren: Eduard, Edmund, Ethelred, Edgar, Alexander en David. Maria had een zuster, Edith, eerste echtgenote van Hendrik I van Engeland. 
Maria werd in 1086 samen met haar zuster Edith door hun ouders naar het klooster van Romsey gestuurd. De twee meisjes besteedden hun vroege leven in het klooster onder de hoede van hun tante, van wie zij ook hun onderwijs kregen. Edith ontving veel huwelijksaanzoeken, maar sloeg deze af. Edith verliet ten slotte het klooster in 1100 om te trouwen met Hendrik I van Engeland. Aanvankelijk was het huwelijk onaanvaardbaar, omdat Edith en Maria beide hun jeugd in in het klooster doorbrachten en werden beschouwd als nonnen. Hendrik kreeg echter toestemming om te trouwen.

## Huwelijk
Maria verliet het klooster in 1096. Op verzoek van haar zus werd Maria door Hendrik uitgehuwelijkt aan Eustaas III van Boulogne, zoon van Eustaas II van Boulogne en Ida van Verdun. Het huwelijk duurde twintig jaar, waaruit een dochter voortkwam: Mathilde van Boulogne (1105-1152), die, door haar huwelijk met Stefanus van Engeland, koningin van Engeland werd. 
Maria stierf in 1116, negen jaar voordat haar echtgenoot overleed. 

## Nalatenschap
De dochters van Maria en Mathilde, beide Mathilde genaamd, bevochten elkaar om de macht over Engeland. Uiteindelijk werd de strijd gewonnen door de dochter van Maria. Stefanus werd nogmaals koning van Engeland.

Nadat Stefanus was overleden, ging de kroon naar zijn neef Hendrik II.